# Altièr
Altièr (en francès Altier) és un municipi del departament francès del Losera a la regió d'Occitània.